# Kilninian Church

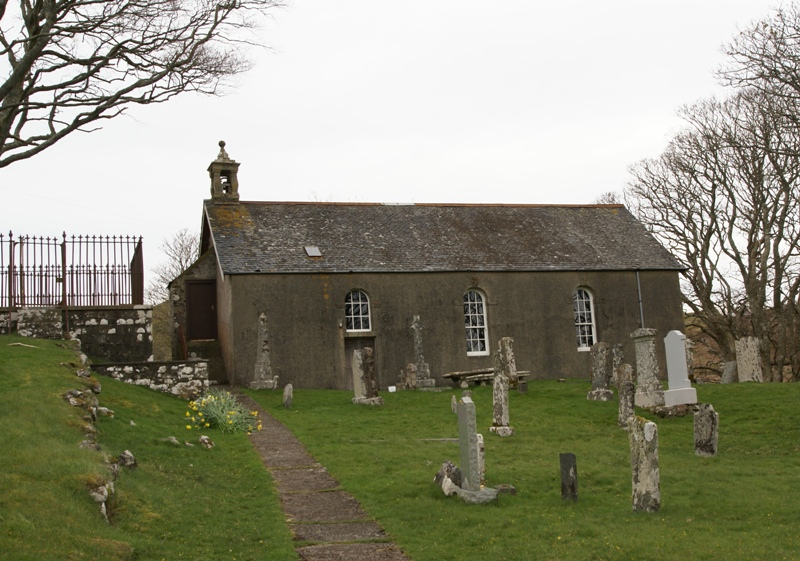
Kilninian Church. Aan de westzijde (links) is de trap naar de interne galerij te zien.

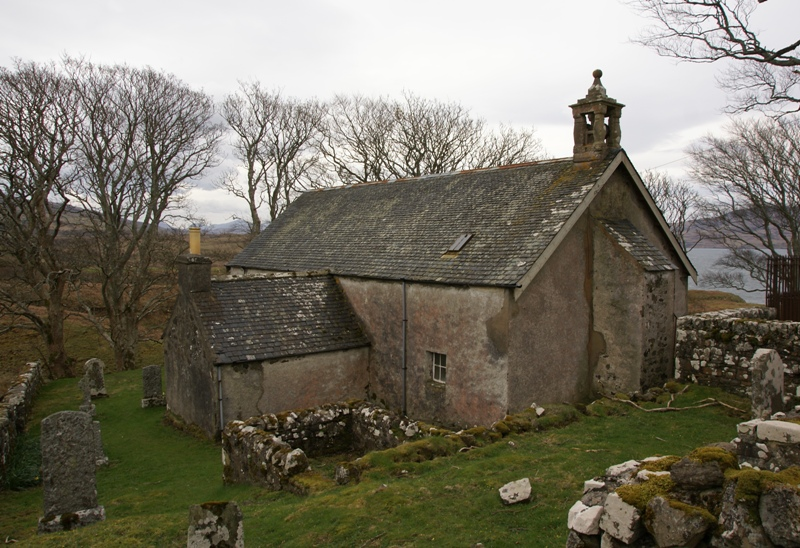
Kilninian Church gezien vanuit het noordwesten met links de aangebouwde sacristie.

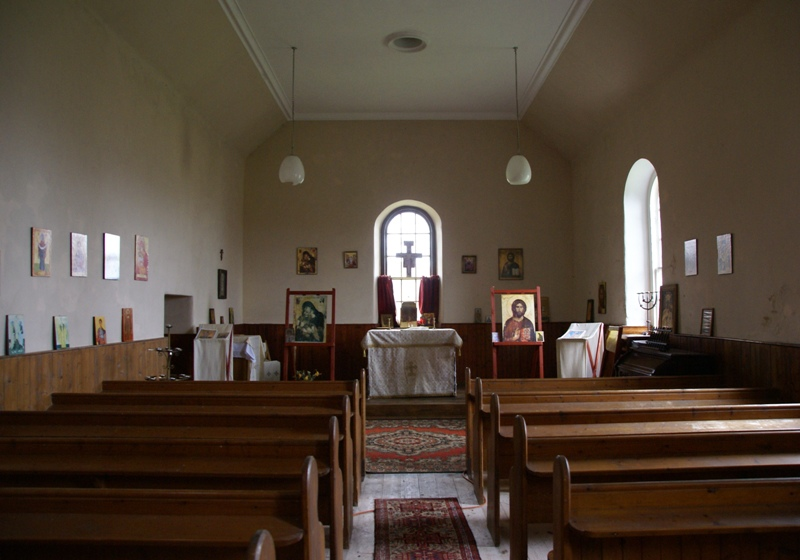
Interieur.

Kilninian Church, ook Kilninian Parish Church en Kilninian Kirk genoemd, is een achttiende-eeuwse kerk, gelegen in Kilninian langs Loch Tuath op het noordelijke deel van Mull in de Schotse regio Argyll and Bute.

## Geschiedenis
Het oudste bekende document toont aan dat in 1561 de kerk van Kilninian tot Iona Abbey behoorde. De huidige kerk werd in 1755 gebouwd. Het is waarschijnlijk dat deze kerk een eerdere, middeleeuwse kerk verving. De kerk behoorde tot de parochie van Kilninian totdat de parochie in 1628 werd samengevoegd met de parochie van Kilmore.
Kil Ninian betekent kerk van Ninian. Het is echter onzeker of de kerk is gewijd aan Sint Ninian van Galloway of aan een lokale heilige uit de vroege christelijke periode.
Kilninian Church is een Category B-monument.

## Bouw
Kilninian Church is een rechthoekig gebouw en is oost-westelijk georiënteerd. De kerk is van binnen 15,2 meter lang en 6,4 meter breed. De muren zijn 75 centimeter dik. Aan de noordzijde bevindt zich een uitgebouwde sacristie.
De latei boven de zuidelijke toegangsdeur heeft het jaartal 1755. Erboven bevindt zich een raam dat aan de bovenzijde een boog heeft. De zuidelijke muur heeft richting het oosten nog twee ramen die aan de bovenzijde gebogen zijn. Op de westgevel bevindt zich een klokkentoren. De klok is opnieuw gegoten in 1891.
De westelijke galerij in de kerk is vroeg negentiende-eeuws en is toegankelijk via een trap aan de buitenzijde bij de westgevel. Aan de oostzijde in de kerk bevindt zich een vroeg-negentiende-eeuwse communietafel.
Op de begraafplaats rond de kerk bevinden zich een aantal ommuurde graven; deze liggen voornamelijk langs de westelijke muur die de begraafplaats omgeeft. Daarnaast zijn er een aantal tafeltombes uit het midden van de achttiende eeuw, voor het merendeel graven van leden van de familie MacLean. Een grafsteen uit 1739 herdenkt Anabell Campbell, releck (weduwe) van Alexander McCalman, dominee van Lismore en Appin. De steen draagt het familiewapen van de Campbells van Dunstaffnage.
In de aangebouwde sacristie aan de noordzijde bevinden zich zeven middeleeuwse grafstenen die zijn gemaakt in de stijl van de Iona-school. De stenen dateren uit de veertiende tot de zeventiende eeuw. Twee van de stenen zijn gisanten. De ene gisant toont een man in wapenuitrusting en dateert uit de zeventiende eeuw. Zijn hoofd rust op een kussen en aan zijn voeten ligt een hond.
De andere gisant toont een smid in wapenuitrusting met een aambeeld aan zijn voeten. Hij draagt een kegelvormige helm die zijn oren niet bedekt. De steen dateert uit het begin van de zestiende eeuw, gezien de claymore en de afgebeelde kledij.
Een van de grafstenen toont centraal een claymore met erboven een rechthoekig object, een kruik en een kom; eronder zijn in een apart paneel een vierkant object met een ronde verdieping in het midden, een kam en een schaar afgebeeld. Het vierkant object is vermoedelijk een schotel of broodplank. Gezien de claymore stamt de grafsteen vermoedelijk uit de periode 1500-1560. De afgebeelde kruik is van een type dat veel werd gebruikt in Engeland in de periode van de dertiende tot in de vijftiende eeuw.

## Galerij

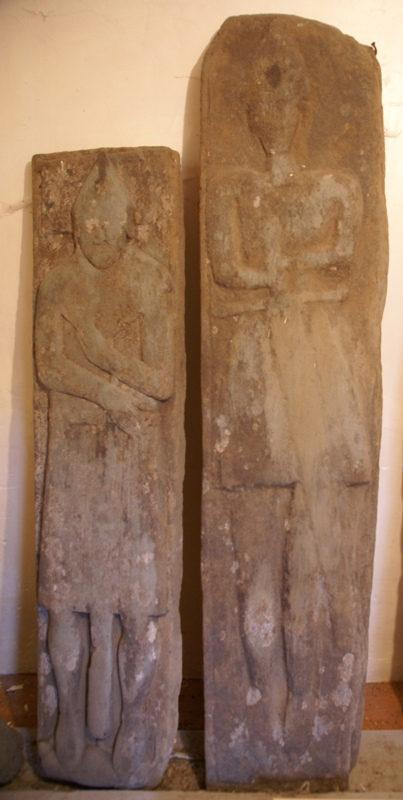
Twee gisanten: de linker is zeventiende-eeuws, de rechter zestiende-eeuws.
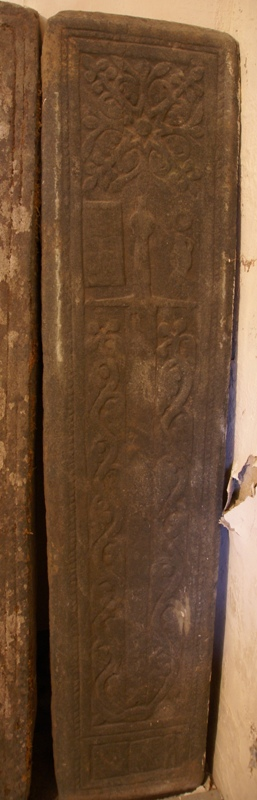
Zestiende-eeuwse grafsteen met claymore en gebruiksvoorwerpen.